# Adolf Frentzel

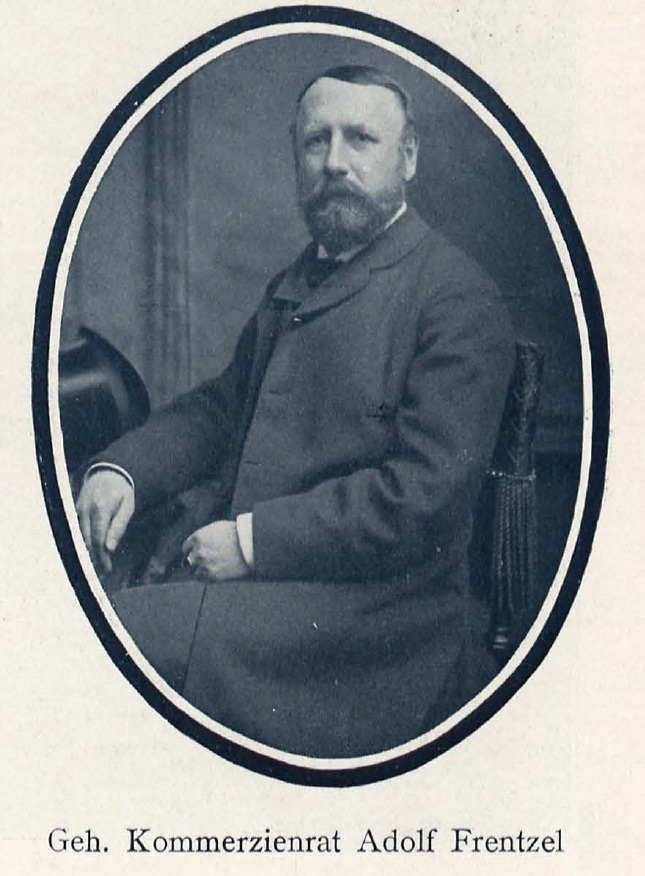
Adolf Frentzel

Adolf Frentzel (* 15. November 1833 in Köslin; † 17. Juli 1905 in Berlin-Schlachtensee) war ein deutscher Kaufmann und Verbandsfunktionär.

## Familie
Adolf Frentzel war Sohn des von Ostpreußen nach Berlin gezogenen Geheimen Justiz- und Kammergerichtsrats Henry Frentzel (1793–1872). Adolf Frentzels Sohn Otto Frentzel (1864–1954) war Arzt und wurde zum Stadtverordnetenvorsteher der damals noch selbständigen Stadt Charlottenburg gewählt.

## Leben
Adolf Frentzel absolvierte nach seiner Schulzeit eine Ausbildung in einer Getreidemühle. Später gründete er die Ölmühle Bertheim & Frentzel. 1870 verkaufte er diese Ölmühle an die in Berlin ansässige Produkten- und Handelsbank und trat in den Vorstand dieser Bank ein. In den 1880er(?) Jahren liquidierte Frentzel die Bank und widmete sich fortan der Tätigkeit in Wirtschaftsverbänden. Frentzel war Rittergutsbesitzer auf Bindewald bei Bischofsthal.

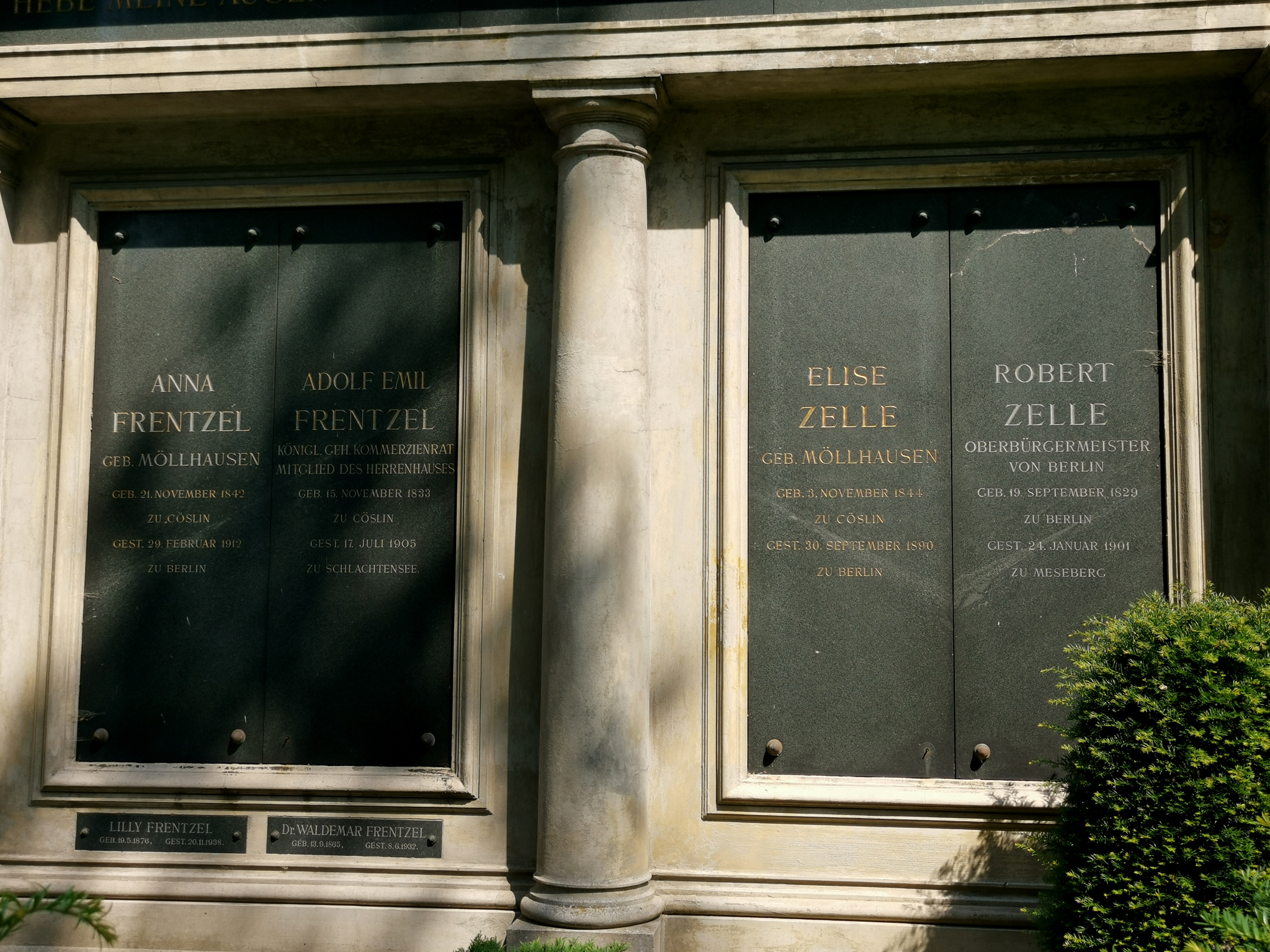
Familiengrab auf dem Kirchhof der St.-Thomas-Gemeinde

Von 1887 bis 1894 war Frentzel Vorsitzender des Ältestenkollegiums der Berliner Kaufmannschaft. 1890 wurde er als Nachfolger von Adelbert Delbrück zum Vorsitzenden des Ständigen Ausschusses des Deutschen Handelstages (Vorläufer des Deutschen Industrie- und Handelskammertags DIHK). Nach einer Satzungsänderung 1901 wurde Frentzel erster Vorsitzender des Deutschen Handelstages und bekleidete diese Funktion bis zu seinem Tode 1905. Frentzel war Mitglied u. a. im preußischen Volkswirtschaftsrat, im Zentralausschuss der Reichsbank und in diversen Aufsichtsräten. Des Weiteren war er Regierungsberater bzw. Mitglied verschiedener Kommissionen in wirtschaftspolitischen und wirtschaftsrechtlichen Fragen, beispielsweise der Börsenenquetekommission.
1897 berief König Wilhelm II. Frentzel aus Allerhöchstem Vertrauen in das preußische Herrenhaus. Diesem gehörte er bis zu seinem Lebensende an.
Frentzel ist auf dem Kirchhof der St.-Thomas-Gemeinde an der Hermannstraße in Berlin-Neukölln begraben.

## Ehrungen
- Roter Adlerorden 2. Klasse